# Venecija
Venecija (tal. Venezia, mlet. Venexia, lat. Venetiae), tradicionalno hrvatski Mleci, glavni je grad istoimene talijanske pokrajine Venecije u talijanskoj regiji Venetu s 271 367 stanovnika (1. siječnja 2004). Zajedno s Padovom čini metropolu Padovu-Veneciju s 1 600 000 stanovnika. Grad je poznat po kanalima, gondolama i bogatoj povijesti, većinom neovisnog grada koji je bio središte Mletačke Republike (mlet. República Vèneta ili República de Venesia), kada je bio poznat i kao "Dominantna" (La Dominante), "Presvijetla" (Serenissima), "Kraljica Jadrana", "Grad vode", "Grad mostova", i "Grad svjetlosti". Često ga, s razlogom, smatraju najljepšim gradom na svijetu.
Grad se nalazi na 117 manjih otoka u močvarnoj venecijanskoj laguni u venecijanskom zaljevu na sjeveru Jadranskog mora. Laguna se prostire uz talijansku obalu između ušća rijeka Po na jugu, i Piave na sjeveru. Od 272 000 stanovnika u općini Venecija (Comune di Venezia), oko 62 000 stanuje u povijesnom središtu (Centro storico); 176 000 na Terraferma (talijanski: čvrsto tlo), većinom u velikim župama (frazione) Mestre i Marghera; te 31 000 na drugim otocima u laguni.

## Povijest Venecije
Počeci grada koji se rasprostire na 117 otoka i otočića koje pješčani sprud, Lido, štiti u laguni počinju u 5. stoljeću. Tada su od Huna progonjeni stanovnici Akvileje pobjegli na neke od tih močvarnih otoka. U tom skloništu začelo se vojvodstvo s duždem na čelu (697.) i napokon se tu rodila trgovačka metropola, svetome Marku jer su kosti apostola donijeli iz Aleksandrije, koja je zavladala Jadranskim, a kasnije i Sredozemnim morem. Carigrad je osvojio i opljačkao 1204. god. dužd Enrico Dandolo uz veliku pomoć križarskih postrojbi. 
U 15. stoljeću bila je Venecija s više od 200 000 stanovnika središte svjetske trgovine i najveći lučki grad na svijetu. U to je vrijeme dosegla svoj vrhunac. Raskošne građevine koje su podsjećale na orijentalne uzore, postajale su sve raskošnije. Nicale su nove palače, bogato opremljene od umjetnika kao što su bili Tintoretto, Veronese, Tizian i Giorgione. To je grad sa 150 kanala i četiri stotine mostova. 
Pad Venecije započeo je kada su Turci osvojili Carigrad. Upravo porazno djelovalo je portugalsko otkriće morskog puta u Indiju. Od sada se, na primjer, mogao dobiti papar iz Lisabona za petinu jeftinije no što mu je bila cijena u Veneciji. Trgovačke su veze opustjele, moć i bogatstvo nestajalo, Venecija se sve više pretvarala u umirući grad.
Tijekom 18. stoljeća Venecija je postala najelegantnijim i najljepšim gradom u Europi koji je značajno utjecao na umjetnost, arhitekturu i književnost. Nakon 1070 godina, Mletačka republika je izgubila svoju neovisnost kada je Napoleon Bonaparte 12. svibnja 1797. godine osvojio Veneciju na početku svoje vladavine. Kako je Napoleon ukinuo zabranu kretanja židova i srušio vrata getoa, oni su ga smatrali svojevrsnim osloboditeljem, iako u francuskoj upravi nisu imali nikakve više slobode nego za vrijeme mletačke republike. 
Kada je Napoleon potpisao sporazum u Campo Formio 12. listopada 1797. god. Venecija je postala Austrijskom, do sporazuma u Pressburg u 1805. god. kada je postala dijelom Napoleonove Kraljevine Italije, te je nakon Napoleonovog poraza (1814.), postala Austrijskom Kraljevinom Lombardija-Venecija.
Od 1848. do 1849. godine, nakon ustanka, kratko je obnovljena Mletačka Republika pod upravom D. Manina. God. 1866., nakon trećeg talijanskog rata za neovisnost, Venecija je zajedno s pokrajinom Veneto, postala dijelom nove Kraljevine Italije.
Nakon 1797. god., grad je započeo ubrzano propadati, te su mnoge stare palače i građevine napuštene, a jedino je Lido napredovao kao pomodno ljetovalište u 19. stoljeću.
Tijekom Drugog svjetskog rata grad je bio lišen vojnih operacija, osim završne opracije protiv njemačke mornarice 29. travnja 1945. god. prilikom koje su Veneciju oslobodile novozelandske trupe.

### Venecija danas
U stvarnosti Venecija još i danas izgleda kao u vrijeme svog procvata. U očima mnogih turista pretvorila se nekadašnja Venecija u kameni spomenik koji valja vidjeti. Osobito su privlačne točke Trg svetog Marka) sa svojim 175 metara dugim i raskošnim prostorom, s crkvom nakićenom stupovima i mozaicima, s 99 metara visokim Campanilom (zvonik) što stoji slobodno i s osobito izrazitom duždevom palačom s arkadama zašiljenih lukova, a iznad svega privlači sistem kanala s gotovo četiri kilometara dugim Canalom Grande što presijeca grad u obliku golemog slova S. Romantična vožnja gondolom po Canalu Grande još je i danas obligatni program svakog posjetioca Venecije iako je 400 gondola (godine 1750. bilo ih je preko 12000) nasuprot motornim čamcima danas u velikoj manjini. Theodor Fontane, koji je godine 1874. posjetio Veneciju, smatrao je grad čarobnim i poetskim, ali također i prljavim – poput lijepe djevojke u koje je neopran vrat. Njoj je potrebna mjesečina pri kojoj se sve vidi nekako napola, pribilježio je on. U stvari, raskoš prošlosti nesmiljeno govori o tome kako je Venecija ne samo povijesno već i materijalno umirući grad. Palače što su ih podigli na pješčanom i nesigurnom tlu, na rešetki satkanoj od balvana i drvenih stupova postepeno tonu u lagunu.

## Znamenitosti
Trg svetog Marka (talijanski: Piazza San Marco) je glavni gradski trg u Veneciji; središnja znamenitost i sastajalište uvijek puno turista, fotografa i brojnih golubova. Jedan je od rijetkih drevnih europskih trgova koji su pješačka zona, bez motoriziranog prometa koji se obavlja samo kanalima. Svi ostali trgovi u Veneciji se, zbog manje veličine, ne zovu piazza nego campi. Oduvijek je smatran za središte Venecije jer su na njemu uredi mletačke republike, ali i sjedište nadbiskupije od 19. stoljeća. Također je mjesto održavanja mnogih venecijanskih festivala i jednako je popularan i danas.
Trg potječe iz malenog otvorenog trga ispred stare bazilike sv. Marka iz 9. stoljeća. God. 1177. uvećan je i dobio je današnji oblik, kada su zatrpani mala luka i kanal Batario, koji su do tada izolirali Duždevu palaču od trga. To je urađeno za povijesni sastanak pape Aleksandra III. i cara Fridrika I. Barbarosse.
Bazilika svetog Marka (talijanski: Basilica di San Marco) je venecijanska katedrala i najpoznatija crkva u Veneciji i primjer bizantske arhitekture u Europi. Nalazi se na trgu sv. Marka u četvrti (sestiere) San Marco koja je spojena na duždevu palaču. Izvorno je bazilika bila kapela vladara Venecije, a ne službena gradska katedrala, dok 1807. godine nije postala sjedište venecijanske nadbiskupije.  
Građevina iz 11. st. je raskošna dizajna s unutrašnjosti potpuno ispunjenom pozlaćenim bizantskim mozaicima, statusnim simbolom mlečanskog bogatstva i moći zbog kojih je prozvana Chiesa d'Oro (Zlatna crkva).
Duždeva palača (talijanski: Palazzo Ducale) je gotička palača koja je služila kao rezidencija duždeva (izabranih vojvoda) Mletačke Republike. Bilo je uvriježeno da nakon izbora, svaki dužd napusti svoj dom i nastani se u duždevoj palači u trajanju svog mandata. 
Sat svetog Marka je sat koji se nalazi u tornju sv. Marka na trgu sv. Marka, u sklopu stare vijećnice Procuratie Vecchie iz 15. stoljeća. To je jedan od prvih javnih astronomskih satova podignutih u Europi. Ima bogatu i kontroveznu povijest prepunu brojnih restauracija. 
Bazilika svete Marije od Zdravlja (Basilica di Santa Maria della Salute), poznata i samo kao Salute, je slavna venecijanska crkva koja je scenografski smještena na uski rt između kanala Grande i uvale sv. Marka (Bacino di San Marco), tako da je vidljiva prilikom prilaza trgu sv. Marka. Iako ima status manje bazilike, njen dekorativni profil i lokacija ju čine najviše fotografiranom crkvom u Italiji. 

## Palače
Ca 'd'Oro (točnije Palazzo Santa Sofia) se smatra najljepšom palačom na venecijanskom kanalu Grande. Ovu staru palaču su oduvijek zvali "Ca' d'Oro" (zlatna kuća) zbog pozlaćene i višebojne (polikromne) vanjske dekoracije koje su nekad ispunjavale njene zidove. Palača je izgrađena od 1428. do 1430. godine za obitelj Contarini kojoj je pripadalo osam duždeva od 1043. do 1676. god. 
Nacionalna knjižnica sv. Marka (talijanski: Biblioteca Nazionale Marciana) je renesansna građevina, preko puta duždeve palače, u kojoj je smještena knjižnica s najstarijim javnim rukopisima u Italiji i najvećom kolekcijom klasičnih tekstova na svijetu.
Galerija Akademije (Gallerie dell'Accademia) je muzejska galerija umjetnosti prije 19. stoljeća koja se nalazi na južnoj obali kanala Grande i po kojoj je nazvan jedan (Ponte dell'Accademia) od tri mosta preko kanala. Izvorno je izgrađena kao likovna akademija slavne venecijanske slikarske škole.
Muzej Correr je građanski muzej na trgu sv. Marka nasuprot crkve sv. Marka do kojega se dolazi preko Napoleonovog krila birokratskih ureda, tzv. Prokurative (Procuratie), koje uokviruju tri četvrtine trga. Muzej na drugom katu se spaja s Novom prokurativoim (Procuratie Nuove) koju je idzajnirao Vincenzo Scamozzi. Zgrada Ala Napoleonica, u kojoj je muzej Correr, je izgrađena nakon što su Francuzi sravnili malenu crkvu San Gimignano koja se nalazila preko puta bazilike sv. Marka.
Ca' Rezzonico je palača na Velikom kanalu u kojem se danas nalazi javni muzej posvećen Veneciji 18. stoljeća. 
Palača Contarini del Bovolo je mala palača koja je najpoznatija po svom vanjskom spiralnom stubištu s mnoštvom lukova poznatom kao Scala Contarini del Bovolo (tj. pužoliko stubište Contarini).
Palača Foscari (u Veneciji poznata kao Ca' Foscari) je izgradio dužd Francesco Foscari na obali kanala Grande oko 1452. god. kao trajnu obiteljsku baštinu, ali i kako bi očitovao svoje bogatstvo i moć. Ca' Foscari se nalazi na zavoju kanala Grande, poznatom kao 'Volta', na kojemu se nalaze još dvije veličanstvene palače:   Ca' Balbi iz 1590. god. i Ca' Giustinian iz 1452. god.
Turski dućan ili 'Fondaco dei Turchi (venecijanski: Fontego dei Turchi) je bizantska palača koju je na kanalu Grande izgradio Giacomo Palmier, izbjeglica iz Pesaro, u prvoj polovici 13. stoljeća. Mletačka Republika ju je otkupila 1381. god. za Nikola II. d'Este, markiza Ferrare, a osim njemu, palače je služila kao dom mnoštvu uglednika. Početkom 17. stoljeća,pa sve do 1838. god., palača je služila kao zgrada-geto za venecijanske Otomanske Turke (dei Turchi). Zgrada je tiurskim trgovcima istovremeno služila kao dom, skladište i tržnica. 
Danas se u zgradi nalazi Prirodoslovni muzej (talijanski: Museo di Storia Naturale) čija se prirodoslovna kolekcija bazira na nalazima iz Venecijanske lagune oko grada.
Palača Labia je barokna palača iz 17. i 18. stoljeća u kojoj je dvoranu za bal oslikao slavni venecijanski slikar Giovanni Battista Tiepolo 1747. god. 
Muzej Peggy Guggenheim je smješten u malenoj palači Venier dei Leoni na kanalu Grande i pripada muzejskoj fundaciji Guggenheim muzeja. U njemu se većinom nalazi osobna kolekcija Peggy Guggenheim (1898. – 1979.), bivše žene umjetnika Maxa Ernsta i nećakinja rudarskog tajkuna Solomona R. Guggenheima, koja sadrži brojna djela moderne umjetnosti. Između ostalog, veliki broj naprednih američkih modernista i talijanskih futurista.  Pored njih tu su djela kubizma ( by Picasso), nadrealizma (Dalí, Magritte, Brancusi) i apstraktnog ekspresionizma (Pollock).

## Venecija u umjetnosti
O Veneciji se više pisalo negoli o većini drugih gradova na svijetu. Francesco Petrarca ju je godine 1364. smatrao bogatom zlatom, ali još bogatijom slavom, Goethe je godine 1786. mislio da se taj grad ne može usporediti ni s jednim drugim, Ernst Moritz Arndt zgražao se nad odvratnim pogledom i mirisom, Charles Dickens je sanjario o njoj godine 1844.; stvarnost Venecije nadmašuje maštu i najdivlji-jeg zanesenjaka, a Thomas Mann je taj grad godine 1913. nazvao najnevjerojatnijim od svih gradova. 

## Gradovi prijatelji
- Sarajevo, Bosna i Hercegovina (od 1994.)
- Tallinn, Estonija
- Suzhou, Kina  (od 1980.)
- Istanbul, Turska  (od 1993.)
- Dubrovnik, Hrvatska  (od 2012.)[3]

### Sporazumi o suradnji
- Kedke, Grčka  (od 2000.)
- Solun, Grčka  (od 2003.)
- Qingdao (prije Tsingtao), Kina  (od 2001.)
- Nürnberg, Njemačka  (od 1999.)[4]

## Zemljopis

### Poplave u Veneciji
Današnja je Venecijanska laguna rezultat velikih ljudskih intervencija. U 15. i 16. stoljeću Mlečani su počeli s melioracijskim radovima kako bi spriječili pretvaranje lagune u močvaru, te su tako spriječili prirodnu evoluciju lagune. Crpenje pitke vode za venecijanski vodovod iz velikoga podzemnog jezera slatke vode ispod Venecije od 19. stoljeća ubrzalo je potonuće grada. Tajna je čarobnosti grada u nasipima koji drže grad iznad vode i više od 150 kanala koji su zapravo vodene ulice.
Projekt MOSE (tal. Modulo Sperimentale Elettromeccanico, a znači eksperimentalni elektromehanički modul) jest projekt za zaštitu Venecije od poplava. Projekt je integrirani zaštitni sustav koji se sastoji od niza mobilnih brana koje su sposobne izolirati Venecijsku lagunu od Jadranskoga mora kada plima pređe utvrđenu razinu (110 cm), pa sve do maksimalnih tri metra. Zajedno s ostalim pratećim mjerama, kao što su ojačanje obala, povišenje riva, te popločavanje (istarski kamen) i poboljšanje lagunskoga okoliša, te će barijere čuvati Veneciju od ekstremnih događaja poput poplava i morfoloških propadanja. Projekt je započeo 2003. na trima uvalama Lido, Malamocco i Chioggia, procjepima koji povezuju lagunu s morem i kroz koje plima opada i raste. 
Radovi bi trebali završiti do kraja 2014., i, na podmorsko će dno biti postavljeno oko 78 brana dubine od 18 do 28 metara, koje će se podizati pri svakoj najavi dolaska plime kako bi razina mora u venecijanskim kanalima ostala ista, te bila spašena od poplava. Radovi će koštati oko 6 milijardi eura. 

## Klima
| Klimatološki srednjaci za Veneciju | Klimatološki srednjaci za Veneciju | Klimatološki srednjaci za Veneciju | Klimatološki srednjaci za Veneciju | Klimatološki srednjaci za Veneciju | Klimatološki srednjaci za Veneciju | Klimatološki srednjaci za Veneciju | Klimatološki srednjaci za Veneciju | Klimatološki srednjaci za Veneciju | Klimatološki srednjaci za Veneciju | Klimatološki srednjaci za Veneciju | Klimatološki srednjaci za Veneciju | Klimatološki srednjaci za Veneciju | Klimatološki srednjaci za Veneciju |
| mjesec                             | sij                                | velj                               | ožu                                | tra                                | svi                                | lip                                | srp                                | kol                                | ruj                                | lis                                | stu                                | pro                                | godina                             |
| ---------------------------------- | ---------------------------------- | ---------------------------------- | ---------------------------------- | ---------------------------------- | ---------------------------------- | ---------------------------------- | ---------------------------------- | ---------------------------------- | ---------------------------------- | ---------------------------------- | ---------------------------------- | ---------------------------------- | ---------------------------------- |
| srednji maksimum, °C               | 7                                  | 9                                  | 13                                 | 16                                 | 22                                 | 25                                 | 28                                 | 28                                 | 24                                 | 18                                 | 12                                 | 7                                  | 17                                 |
| srednja dnevna temperatura, °C     | 4                                  | 5                                  | 8                                  | 12                                 | 17                                 | 21                                 | 23                                 | 23                                 | 19                                 | 14                                 | 8                                  | 4                                  | 13                                 |
| srednji minimum, °C                | 0                                  | 1                                  | 4                                  | 8                                  | 13                                 | 16                                 | 18                                 | 18                                 | 14                                 | 10                                 | 4                                  | 1                                  | 9                                  |
| oborine, mm                        | 47                                 | 48                                 | 49                                 | 70                                 | 66                                 | 78                                 | 64                                 | 65                                 | 72                                 | 74                                 | 66                                 | 51                                 | 748                                |
| Izvor: Weather atlas               |                                    |                                    |                                    |                                    |                                    |                                    |                                    |                                    |                                    |                                    |                                    |                                    |                                    |

## Vanjske poveznice
- www.comune.venezia.it  Arhivirana inačica izvorne stranice od 21. srpnja 2008. (Wayback Machine)

- https://www.weather-atlas.com/en/italy/venice-climate